# Giusto de' Menabuoi
Giusto de' Menabuoi (Firenze, 1330 circa – Padova, 1390 circa) è stato un pittore italiano.

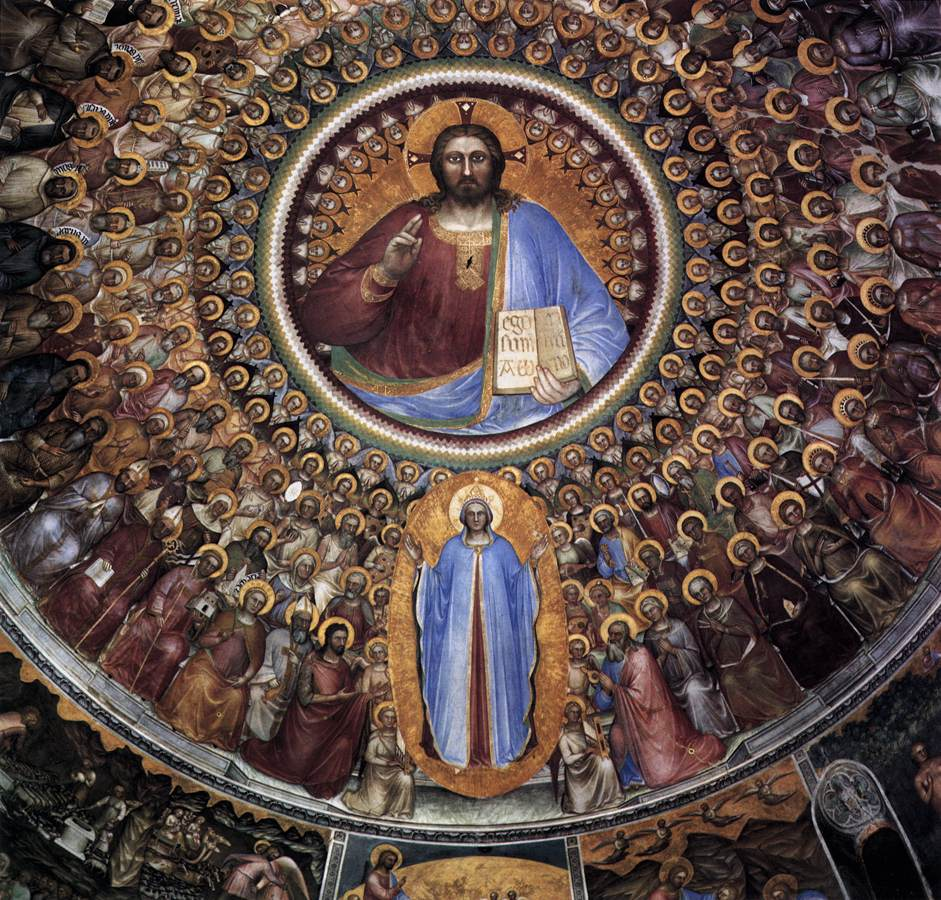
Cupola del Battistero di Padova, dettaglio, 1375-1378

Giusto de', De' o dei Menabuoi o semplicemente Menabuoi, di probabile ma non ancora documentata formazione giottesca, interpretata in senso soprattutto coloristico e spaziale, è noto come pittore alla corte padovana dei da Carrara. Perseguendo uno stile proprio, arcaizzante, lontano dalle cadenze gotiche, con un marcato realismo che lo distingue dai contemporanei Altichiero e Jacopo Avanzi, non lascerà traccia nello sviluppo della successiva pittura veneta.

## Biografia e opere

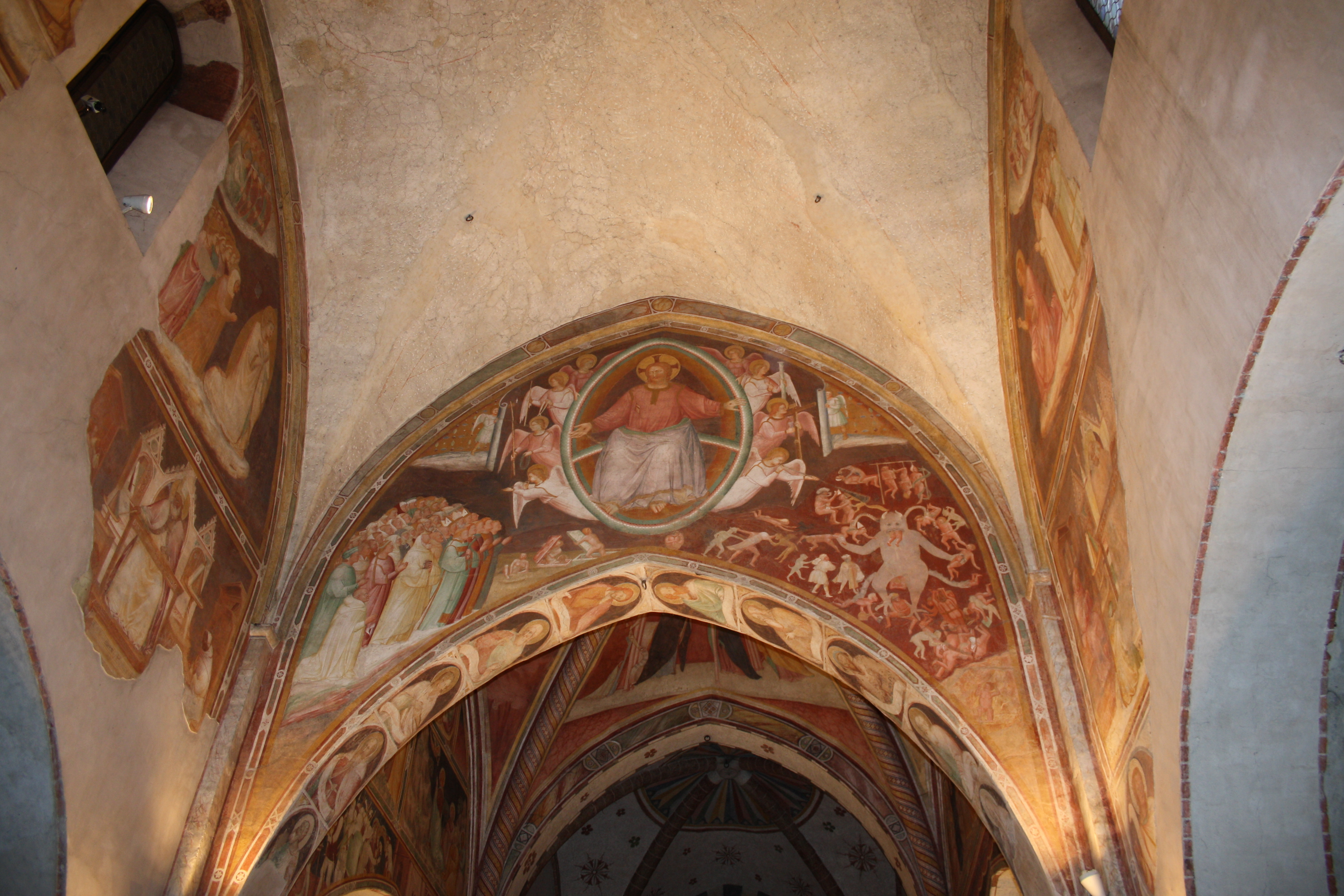
Abbazia di Viboldone - Giudizio Universale.

Trascorse la giovinezza in Toscana, forse formandosi nella cerchia di Maso di Banco (uno dei più fedeli e acuti giotteschi); a partire dal 1348 la sua attività è documentata in Lombardia e a Padova, dove ottenne il privilegio di divenire cittadino e dove risulta che abitò fino alla morte.
La prima opera lombarda del Menabuoi è costituita dagli affreschi eseguiti per l'Ordine degli umiliati in Santa Maria di Brera a Milano, di cui restano, nel sottarco di ingresso della penultima campata (ora un'aula dell'Accademia di Brera) ed entro spazi esagonali e polilobati, busti di Santi e Profeti. La sua mano venne riconosciuta anche nel Giudizio universale dipinto nella campata antistante la zona absidale della chiesa abbaziale di Viboldone, un lavoro databile al 1349 che sembra presupporre una precisa conoscenza del Giotto fiorentino della Cappella Peruzzi e del Giotto padovano. Quindi spostamenti tra Toscana Lombardia e Veneto, con viaggi a Padova, dati anche gli scambi già esistenti. Lì avrebbe avuto modo di conoscere l'opera di Guariento e di Paolo Veneziano.

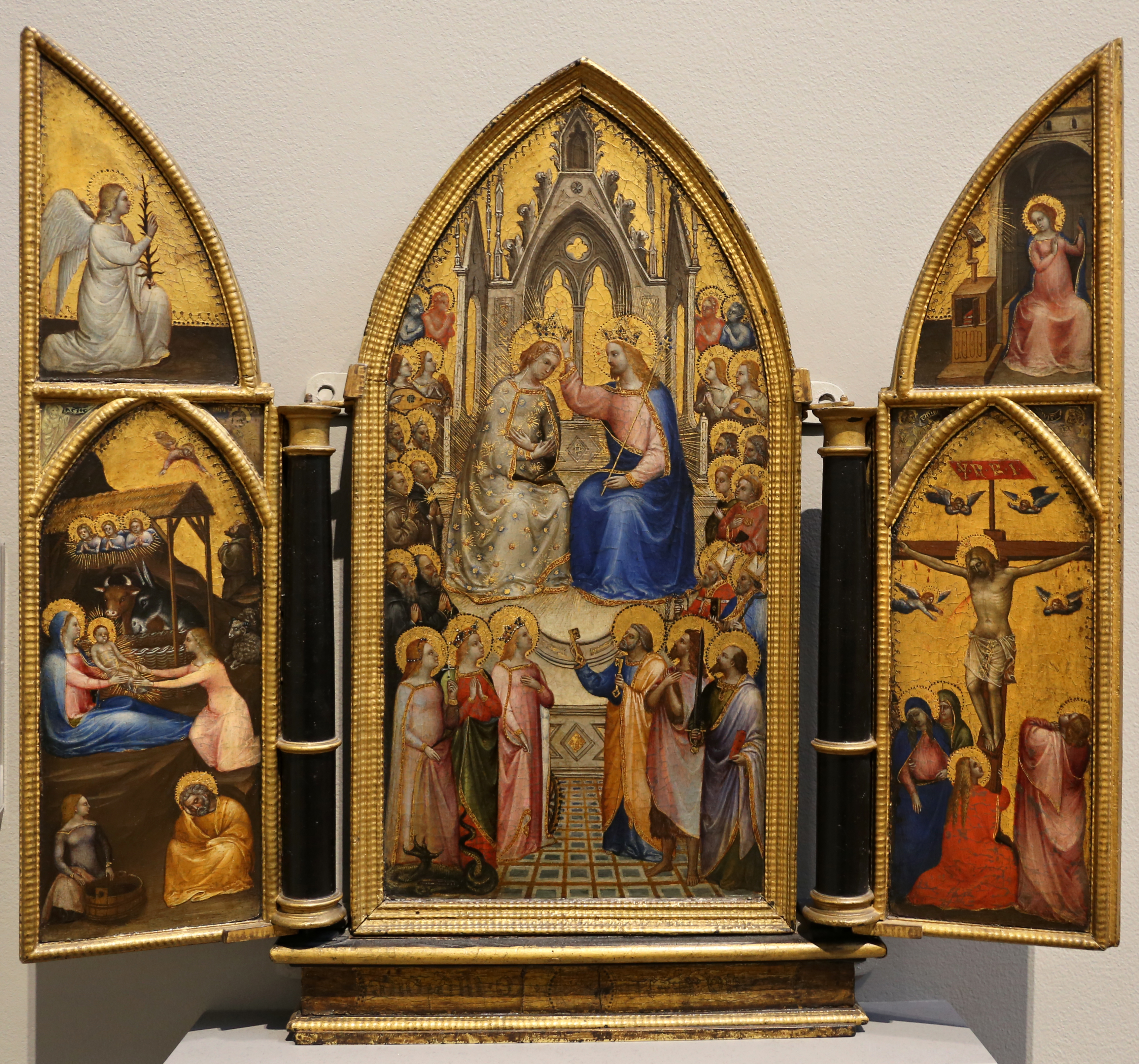
Trittico con l'incoronazione della vergine e altre scene, 1367

La sua prima opera datata è il Polittico commissionato da suor Isotta Terzaghi nel 1363, ormai smembrato. Vi si trovava al centro una Madonna in trono con Bambino dalla volumetria solida ma ottenuta attraverso colori sfumati capaci di collocare la figura in una dimensione astratta e fuori del tempo. Del 1367 è un tabernacolo con Incoronazione, Annunciazione, Natività e Crocifissione (Londra, National Gallery) recante sul retro della tavola centrale un'iscrizione che colloca l'opera tra le commissioni milanesi di Giusto.
Si spostò dunque a Padova: suoi gli affreschi nella Chiesa degli Eremitani, datati a partire dal 1370 (Cappella Cortellieri), con le raffigurazioni delle Virtù e delle Arti liberali, lavoro di cui restano solo pochi lacerti (a causa dei bombardamenti alleati del 1944). Nel 1373 sempre agli Eremitani lavorò alla cappella del capitano tedesco Enrico Spisser dove restano di sua mano una Madonna offerente e alcuni Santi. Probabilmente contemporanea è la Madonna col Bambino che Giusto dipinse nel coro della cappella degli Scrovegni. Sempre nel settimo decennio del Trecento decorò il portico del piano terreno del castello di Pavia, dove rimangono alcuni resti dei suoi affreschi. Di questo periodo è anche la tela Madonna con il Bambino.
Tra il 1375 e il 1378 eseguì la decorazione ad affresco del Battistero di Padova commissionata da Fina Buzzaccarini, moglie di Francesco I da Carrara, la quale intendeva adibire l'edificio sacro preesistente a mausoleo e tomba di famiglia. 

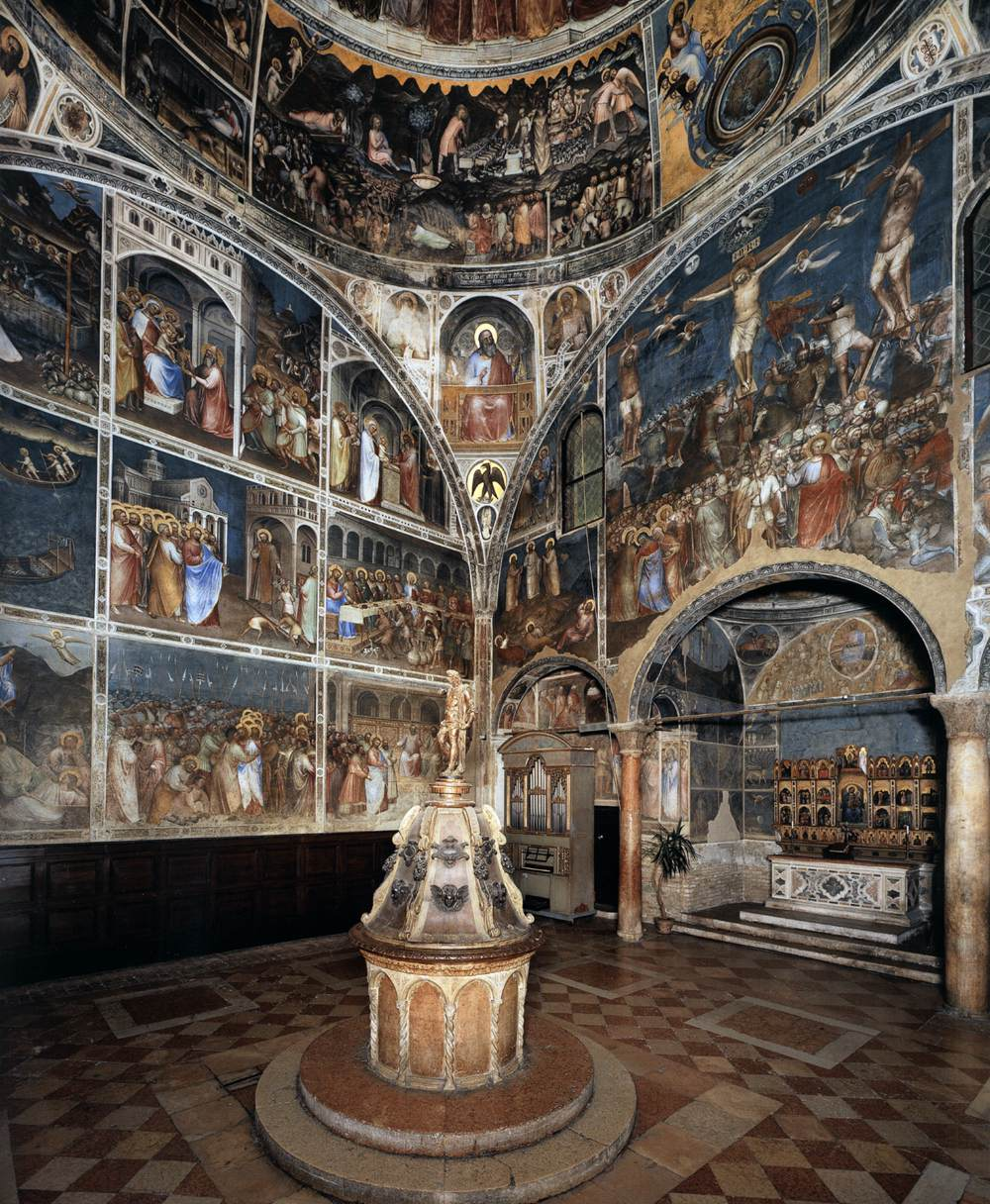
Battistero di Padova (nell'abside il Polittico).

Rispetto alle esperienze precedenti si accentuano talune ordinate fissità romaniche e bizantine, secondo la narrazione.  
1) Nel grande Paradiso della cupola la scena si organizza attorno a un Cristo Pantocratore circondato da una raggiera di angeli e santi (144), le cui aureole disposte in cerchi ordinati ricordano, guardate dal basso, le punzonature da oreficeria. Grande rilievo è dato alla figura della Vergine in basso, con ai lati i due Giovanni cui è dedicata l'opera (come da tradizione, vedi il Battistero di Firenze) e che saldano e aprono il grande disco. 
2) Nel tamburo Giusto dipinse le scene principali della Bibbia, i primi capitoli con le Storie della Genesi in un secondo diverso stile, realistico, severo e sintetico. 
3) Sui pennacchi i Profeti ed Evangelisti, dimostrano un estro meno bizantino attraverso sapienti approfondimenti prospettici, che diventano una sua cifra. 
4) Anche nelle Storie di Cristo e del Battista dipinte sulle pareti compaiono architetture finemente calcolate, dove il pittore inserì le sue solenni e scultoree immagini in mezzo a riunioni di folla. 
5) Più libera la raffigurazione negli episodi di contorno, come nelle Nozze di Cana, dove una schiera di servitori si muove con naturalezza nella stanza, a differenza degli statici commensali (secondo uno schema già tradizionale).
Dall'analisi di queste scelte stilistiche si evince come l'uso o meno di effetti retrò fosse per Giusto elemento formale volutamente perseguito a fini espressivi e simbolici: egli è forse l'unico pittore del Trecento in grado di scegliere, via via e consapevolmente, quale linguaggio adoperare.
6) Infine il terzo stile, nella decorazione "impressionistica" e sintetica della piccola abside del battistero con scene dell'Apocalisse, sempre ad affresco.
7) Ma ancora un cambiamento: al centro sull'altare sta un Polittico di piccole scene in dorate cornici organizzato su tre ordini con cimasa e predella. È evidente il richiamo della Pala d'oro di San Marco e la sua funzione di manifesto padovano (cioè Carrarese). Qui si vede un altro stile (quarto?), con un Giusto miniaturista e "greco" nel fondo aureo (col risultato di una "pala d'oro" piena di colore e colori). All'interno della cornice gotica si dispongono la Madonna col Bambino al centro, ai lati 12 scene con storie di san Giovanni Battista, figure di santi padovani e non nel registro più alto e nella predella gli stemmi dei committenti (e le F gotiche di Fina e Francesco), mezze figure di Apostoli e al centro una Pietà.

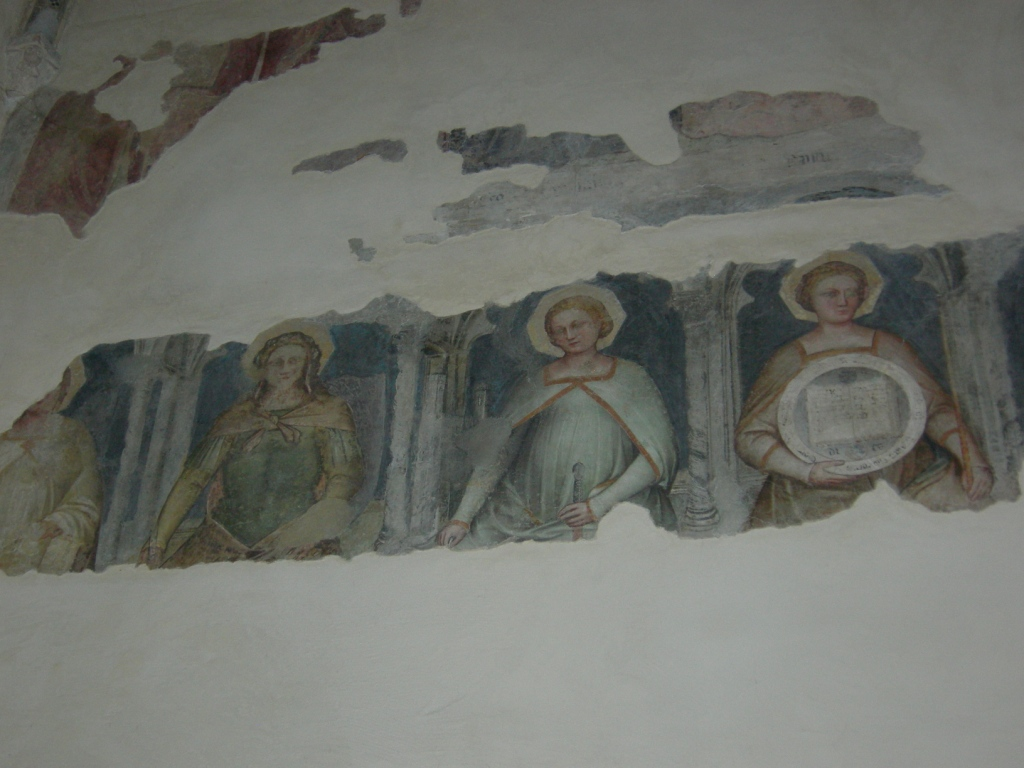
Virtù, cappella Cortellieri, chiesa degli Eremitani, Padova.

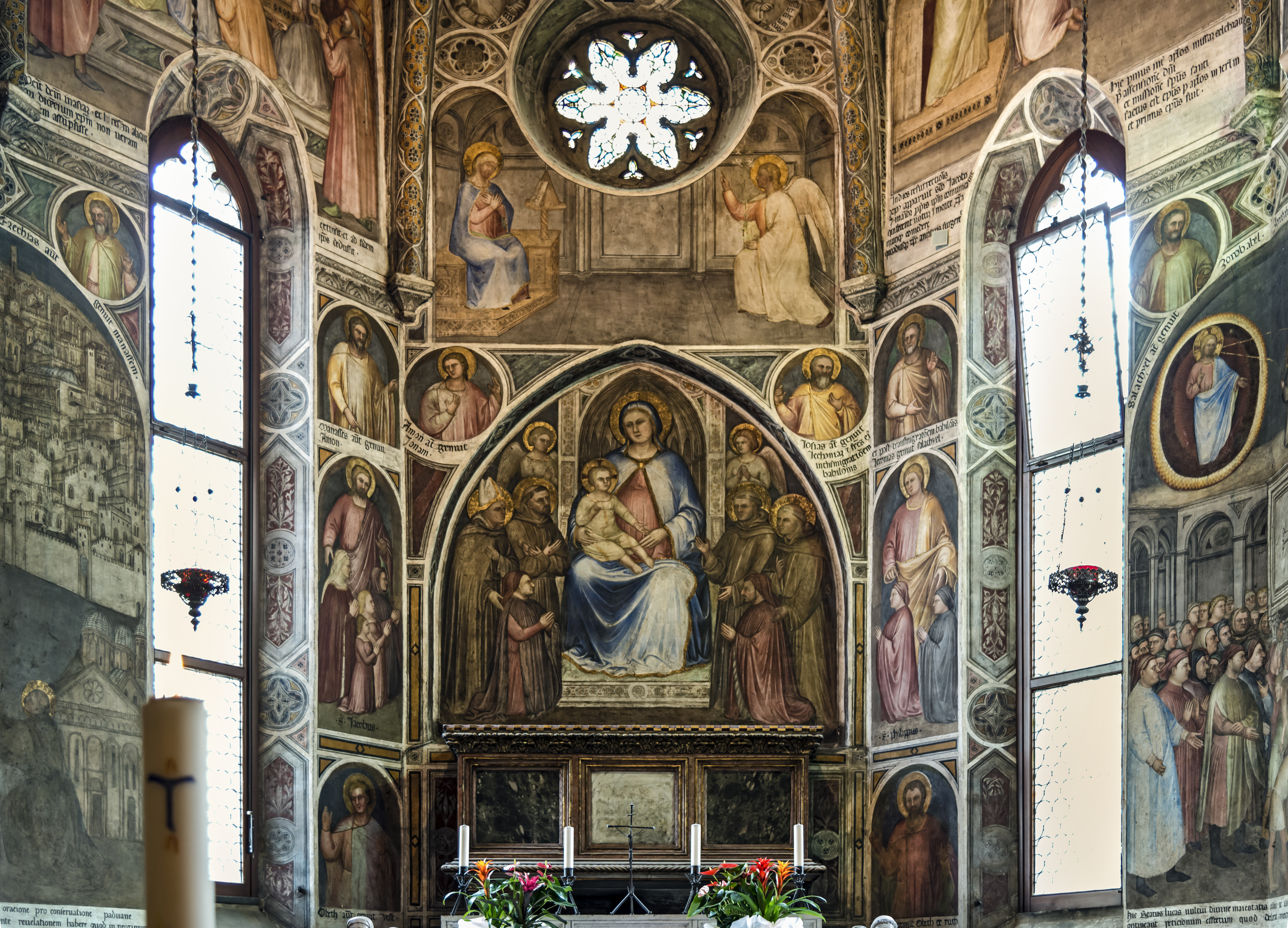
Basilica di Sant'Antonio, Cappella del Beato Luca Belludi.

Nella Basilica di Sant'Antonio, forse verso il 1380, Giusto dipinse il delicatissimo affresco della tomba da Vigonza con l'Incoronazione della Vergine, i Santi protettori della famiglia e i ritratti di Niccolò e Bolzanello da Vigonza nell'arcosolio, busti di Profeti nel sottarco e una Annunciazione sulla facciata esterna dell'arco.
Negli affreschi della Cappella Belludi (chiamata anche Cappella dei Santi Filippo e Giacomo il Minore o Cappella della famiglia Conti)  a ridosso della Basilica del Santo (1382), Giusto si confronta (e viceversa) con lo stile del contemporaneo Altichiero. La decorazione, che docunenta le mani di allievi, è la sua ultima testimonianza. Vi sono rappresentate le storie dei Santi Giacomo e Filippo e del Beato Luca Belludi con un colore più cupo e composizioni più affollate e variate nei gesti e nelle espressioni, una maggiore attenzione al realismo della rappresentazione ed espressionismo negli interventi degli aiuti. 
Le fonti ricordano che Giusto decorò, attorno al 1394, nella chiesa di San Benedetto, la cappella di san Ludovico, distrutta sempre nel 1944, con episodi dell'Apocalisse. 
Ancora a Giusto e alla sua cerchia si attribuiscono un trittico reliquiario conservato presso l'Abbazia di Montecassino e la decorazione a fresco della chiesa di san Francesco a Curtarolo, in Provincia di Padova, dove ricompare il tema caro alla nuova predicazione e a tempi tragici per Padova e l'Europa dopo la peste e le guerre: l'Apocalisse finale.